# 熱射病
熱射病（ねっしゃびょう、英語: Heat Stroke）は、40℃を超える体温とせん妄を生じさせる重度の熱中症の一つである。

## 症状
熱射病は、40℃を超える体温とせん妄を生じさせる重度の熱中症の一つである。その他の症状には、皮膚の赤み、頭痛、めまい、などがあげられる。一般的に、古典的熱射病には発汗がみられないのに対して、労作性熱射病には発汗がみられる。熱射病の発症は突然または段階的な場合がある。熱射病は、暑熱環境下で過ごすことで重度の熱中症と多臓器不全を特徴とする生命を脅かす状態である。合併症には、発作、横紋筋融解症、腎不全、などがあげられる。

## 原因
熱射病は、高外気温または身体運動が原因で発症する。特定の健康状態の人の中には、熱射病のリスクが高い人もいる。多くの場合、極端な環境熱または労作熱に長時間さらされることにより発症するが、これらのほとんどは予防することができる。ただし、熱射病に対して根本的に敏感な特定の遺伝的因素を持つ患者、特に小児集団は、比較的軽度の熱環境の条件下でも罹患しやすい。

## 予防と治療
予防策は十分な水分補給と過度の熱を避けることである。
治療は身体の急速な物理的冷却と支持療法である。推奨される方法には、患者に送風機を使用しながら水を噴射する、患者を氷水に入れる、冷たい点滴の投与、などがあげられる。患者の周りに保冷剤を追加することは合理的な方法であるが、日常的には推奨されていない。
ダントロレンやNSAIDsなどの薬物による支持療法にはエビデンスがないため、推奨されていない。

## 疫学
米国では、熱射病により年間600人以上が死亡している。罹患率は1995年から2015年の間に上昇した。死亡のリスクは、運動誘発性の熱射病の患者は5％未満、運動誘発性でない症例の患者は65％である。